# 라케다이몬 (신화)
라케다이몬(Lacedaemon)은 그리스 신화에 나오는 라코니아의 왕이자 제우스와 플레이아데스 타위게테의 아들이었다. 그는 에우로타스왕의 딸이자 자신의 조카딸이기도 한 스파르타와의 사이에서 아미클라스와 에우리디케를 낳았다. 에우로타스 왕은 아들이 없었기 때문에 사위인 라케다이몬에게 왕국을 넘겨주었고, 라케다이몬은 나라의 이름을 왕비의 이름을 딴 스파르타로 바꾸었다.